# Mars-500

Logo des Projekts Mars-500

Mars-500 war ein vom 3. Juni 2010 bis zum 4. November 2011 durchgeführtes Experiment der russischen Weltraumagentur Roskosmos, der europäischen ESA sowie der chinesischen CNSA. Das Projekt simulierte einen bemannten Flug zum Mars, wobei sechs Freiwillige aus Russland, Frankreich, Italien und China für 520 Tage in einen Komplex eingeschlossen wurden. Die anfallenden Arbeiten und Tagesstrukturen wurden so gewählt, dass sie einem Hin- und Rückflug zum Mars möglichst nahe kamen. Das Projekt wurde am IBMP (Institut für Biomedizinische Probleme) in der Nähe von Moskau durchgeführt. Seine Kosten waren auf 15 Millionen US-Dollar veranschlagt.

## Zielsetzung

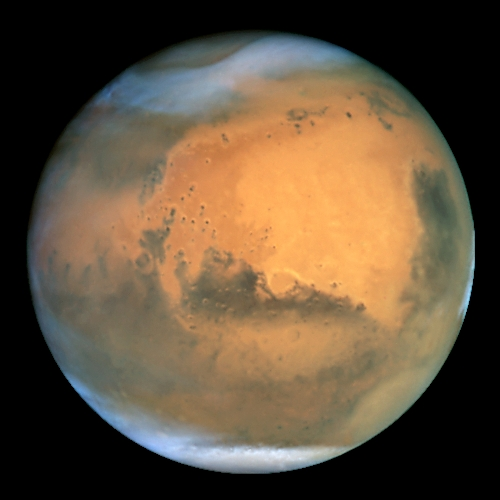
Der Mars, aufgenommen mit dem Hubble-Weltraumteleskop

Noch in der ersten Hälfte des 21. Jahrhunderts soll ein bemannter Flug zum Mars stattfinden. Eine solche Mission ist mit extrem hohem Aufwand und vielen technischen Problemen behaftet, zumal sie wegen der großen Entfernung (je nach Planetenkonstellation zwischen 55 und 400 Millionen Kilometern) einige Wochen, mit den heutigen Antrieben sogar mehr als ein Jahr dauern könnte. Während der ganzen Reise muss ein Team von etwa einem halben Dutzend Astronauten auf engstem Raum zusammenleben. Dies kann zu Spannungen und Konflikten führen, zumal während des Hin- und Rückfluges meist nur Routinearbeit anfallen wird und daher Langeweile ein ernsthaftes Problem werden kann.
Man versuchte bei dem Experiment, Antworten auf folgende Fragen zu finden: Welche Gruppendynamiken entwickeln sich im Verlaufe der Zeit? Welche Persönlichkeitstypen eignen sich am besten für eine Langzeitmission? Wie hilft sich die Besatzung bei Problemen, wenn externe Hilfestellungen ausgeschlossen sind?
Aber auch auf folgende medizinische Fragen erhoffte man sich Antworten: Welche Medikamente und Instrumente sind für die medizinische Versorgung der Crew notwendig? Wie verhält sich das Team, falls der Arzt der Besatzung krankheitshalber ausfällt?

## Vorläuferprojekt
Bereits zwischen Juli 1999 und April 2000 war während 263 Tagen am selben Institut das Projekt Simulation of a Flight of International Crew on Space Station – ’99 (SFINCSS-99) mit ähnlichen Zielen durchgeführt worden. Eine russische Vierergruppe blieb die ersten 240 Tage über in der Anlage. Nach drei Wochen gesellte sich eine zweite Vierergruppe, ein deutscher Kommandant und drei Russen, hinzu. Da der Deutsche fließend Englisch und Russisch sprach, gab es keine Kommunikationsprobleme. Nach 110 Tagen verließ die zweite Gruppe die Anlage. Etwa drei Wochen später stieg die dritte Gruppe in das Experiment ein, zu der neben dem österreichischen Kommandanten auch ein Japaner, ein Russe und eine Kanadierin gehörten. Während des ersten Monats gab es keine zwischenmenschlichen Schwierigkeiten.
Im Verlaufe der Neujahrsfeier kam es zu einer Prügelei zwischen einem Russen der ersten Gruppe und dem Russen der dritten Gruppe. Außerdem versuchte ein Russe der ersten Gruppe, die Kanadierin der dritten Gruppe gewaltsam zu küssen. Bei der Bewertung dieser Zwischenfälle tat sich ein kultureller Graben auf. Die Russen wiesen darauf hin, dass es in Russland normal sei, wenn sich Männer auf einer Party prügelten und dass sie erwartet hätten, dass die Kanadierin sich mit einer Ohrfeige revanchieren würde und den Vorfall mit einem Lachen abtäte. Die drei Nichtrussen lehnten diese Entschuldigungsversuche ab und verlangten, dass die betreffenden Russen aus der Anlage entfernt würden. Einer der Gründe für diesen Vorfall war, dass die Projektleitung für die Neujahrsfeier eine Flasche Champagner bereitgestellt hatte.
Zudem gab es Kommunikationsprobleme zwischen den Besatzungen. Obwohl Englisch die offizielle Projektsprache war, konnte in der ersten Gruppe nur der Kommandant fließend Englisch sprechen. Einer der drei anderen Russen aus der ersten Gruppe wurde mit der Zeit eifersüchtig auf den gut Englisch sprechenden Russen aus der dritten Gruppe, da dieser in der Lage war, sich mit den drei Nichtrussen auszutauschen. Diese Rivalität entlud sich dann während der Feier in einer blutigen Prügelei. Erschwert wurde die Situation für die dritte Gruppe dadurch, dass die Projektleitung nur schlecht Englisch sprach und die drei Nichtrussen auf die Dolmetscherfähigkeiten des Russen in ihrer Gruppe angewiesen waren. Dessen Integration in die Gruppe litt jedoch darunter, dass seine Ehefrau als Ärztin in der Projektleitung tätig war, so dass er täglich mit ihr telefonieren konnte, was dazu führte, dass die anderen Gruppenmitglieder ihn nicht als ihresgleichen ansahen, sondern als eine Art Aufpasser von außen. Da die russische Projektleitung sich bei der Bewertung der beiden Vorfälle der Beurteilung ihrer Landsleute anschloss und keinen Teilnehmer aus der Anlage verbannte, verschlechterte sich die Stimmung bei den Nichtrussen weiter. Einen Monat später, nach 60 Tagen, verließ der Japaner die Anlage vorzeitig. Die übrigen Teilnehmer brachten das Experiment wie vorgesehen zu Ende.

## Die Crew
Die neue Crew, bestehend aus 3 Russen, einem Franzosen, einem Italiener und einem Chinesen, stand unter der Leitung des damals 38-jährigen, russischen Kommandanten Sitev Alexey Sergevich.
Die Crew unterteilte sich in drei Forscher/Wissenschaftler, einen Bordingenieur sowie einen Bordarzt.

## Aufbau der Station

Skizze der geplanten Modulkonfiguration gemäß (PDF; 363 kB)

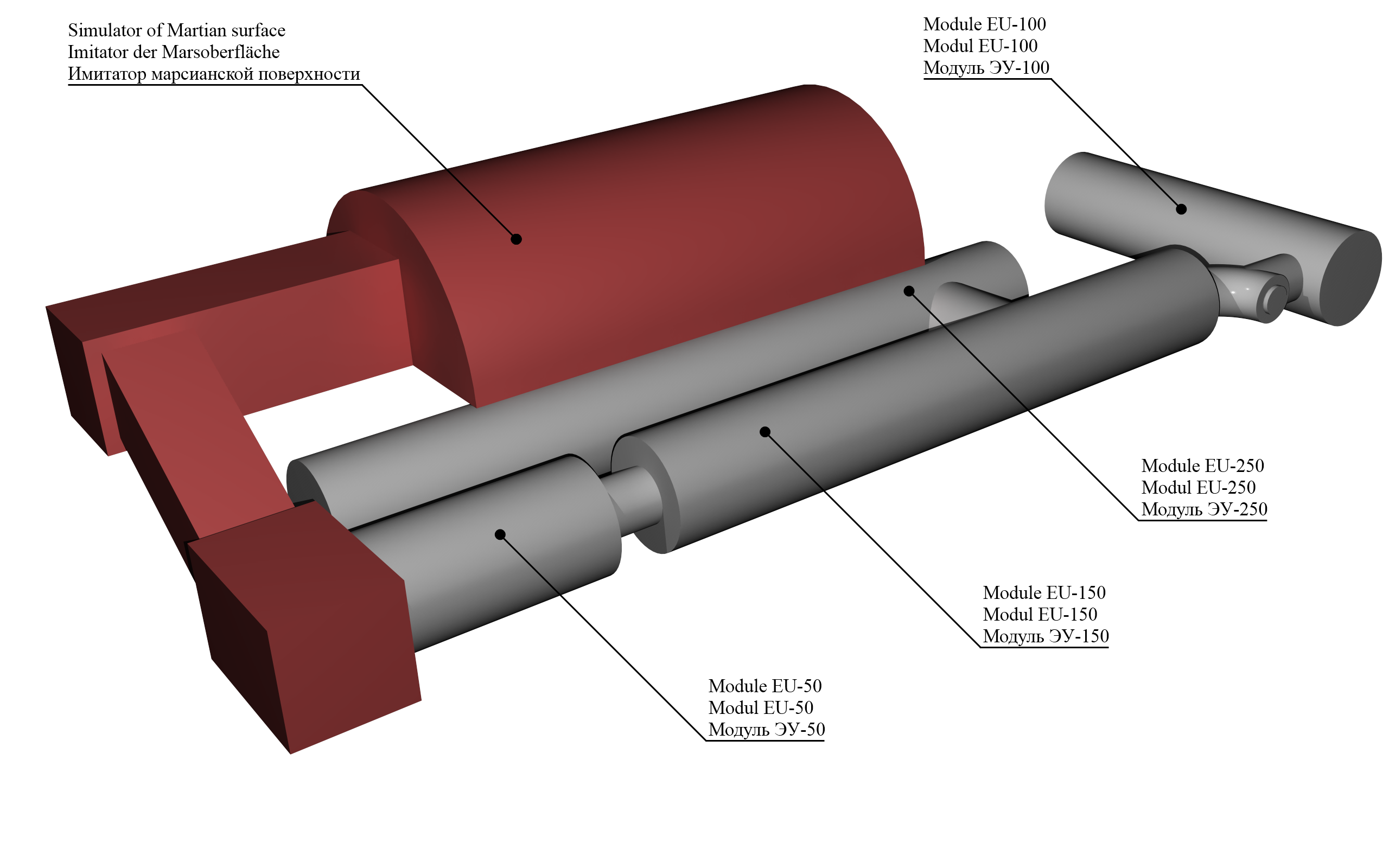
3D-Modell des Komplexes

Beim Mars-500-Experiment bestand die Station aus vier Modulen, die unterschiedlichen Zwecken dienten:
1. ein Medizin- und Forschungsmodul (38 m²)
2. ein Wohnmodul mit Betten (72 m²)
3. ein Mars-Modul (39 m²), in dem die Oberfläche des Mars simuliert wurde. Dieses Modul war nur während 30 Tagen zugänglich.
4. ein Vorratsmodul mit abgepacktem Essen und Verbrauchsmaterial (94 m²)

Die gesamte nutzbare Fläche betrug 243 m² mit einem Rauminhalt von 550 m³. Dies entspricht einer durchschnittlichen Raumhöhe von 2,26 m. Nebenstehende Grafik gibt einen Überblick über die Anordnung der Module.

## Kandidaten
Der Erfolg von Mars-500 hing entscheidend von der Wahl der geeigneten Kandidaten ab. Bei der Stellenbeschreibung wurden Kandidaten mit folgenden Eigenschaften gesucht:
- Alter: 25 bis 50 Jahre
- Gesund und körperlich fit
- Universitätsausbildung
- Ausbildung in einem der folgenden Gebiete war erwünscht: Medizin oder Erste Hilfe, Physik, Biologie oder Ingenieur auf einem der folgenden Gebiete: Lebenserhaltungssysteme, Computertechnik, Elektronik oder Mechanik
- Sprachfertigkeit der Englischen und Russischen Sprache

Die ESA stellte als Projektpartner für eine Vorläuferstudie zwei der sechs Besatzungsmitglieder. In dieser Studie absolvierten die Besatzungsmitglieder eine 105-tägige simulierte Marsmission. Nach Stellenausschreibung der ESA am 19. Juni 2007 bewarben sich 5600 Personen. Am 11. Dezember 2008 wurden in einer Pressemitteilung der ESA die Namen der vier ESA-Kandidaten bekannt gegeben: Cedric Mabilotte, Oliver Knickel (ein zur Projektlaufzeit 29-jähriger Bundeswehrhauptmann), Cyrille Fournier und Arc'hanmael Gaillard. Der Lohn betrug 120 Euro am Tag, das entspricht einem Jahreslohn von 43.800 Euro. Die Simulation wurde am 14. Juli 2009 erfolgreich beendet.
Am 23. März 2010 wurden die Namen der Kandidaten bekannt gegeben, welche auf die 520-tägige Hauptsimulation vorbereitet wurden: Jerome Clevers (Belgien), Arc'hanmael Gaillard (Frankreich), Romain Charles (Frankreich) und Diego Urbina (Italien/Kolumbien). Die ESA durfte zwei von ihnen in die Simulation entsenden.
Roskosmos gab am 18. Mai 2010 die Teilnehmer der Marsmissionssimulation bekannt: Seit dem 3. Juni 2010 bildeten Romain Charles (Frankreich, Alter 31 Jahre, Ingenieur), Suchrob Kamolow (Russland, 32 Jahre, Chirurg), Michail Sinjelnikow (Ersatz, Russland, 37 Jahre, Ingenieur), Alexei Sitjew (Russland, 38 Jahre, Ingenieur), Alexander Smolejewski (Russland, 33 Jahre, Allgemeinarzt), Diego Urbina (Italien, 27 Jahre, Ingenieur) und Wang Yue (China, 27 Jahre, Taikonautenausbilder) die Besatzung. Die Vergütung betrug rund 99.000 US-Dollar.

## Ablauf
Die sechsköpfige Crew war ab dem 3. Juni 2010 für 520 Tage in dem beschriebenen Komplex von vier Raummodulen luftdicht isoliert, ein Kontakt zur fiktiven Bodenstation war nur über eine simulierte Funkverbindung und E-Mail möglich. Der Funkkontakt wurde je nach Zeitpunkt der Mission um bis zu 20 Minuten (je Richtung) verzögert, wie es aufgrund der großen Distanz bei einer Reise zum Mars oder zurück auftreten wird. Das Essen wurde zu Beginn des Projektes mit eingeschlossen und war streng rationiert. Zudem musste die Crew simulierte Notfälle meistern.
Die Mission gliederte sich in drei Hauptteile:
- Hinflug zum Mars: 250 Tage.
- Aufenthalt von 3 Crewmitgliedern im Mars-Modul: 30 Tage.
- Rückflug zur Erde: 240 Tage.

Während der Isolationszeit wurden ähnliche Arbeiten wie auf der Internationalen Raumstation durchgeführt. Dies waren vor allem: medizinische Untersuchungen, Körpertraining sowie Reparatur und Unterhalt der Station. Nebenbei fielen auch ganz normale Hausarbeiten und Körperpflege an. Sofern nicht spezielle Situationen eine Abweichung erzwangen, wurde ein Arbeitsrhythmus von 5 Arbeitstagen und 2 arbeitsfreien Tagen eingehalten.
Am 14. Februar 2011 „erreichte“ das Team die Marsoberfläche nach 250 Tagen.
Am 4. November 2011 wurde das Projekt beendet.

## Ergebnisse

### Psychologische Aspekte
Die für die Auswertung verwendeten Daten stammen aus Fragebögen, Interviewvideos und dem Protokoll, aber auch Messdaten. Die Analyse dieser Daten wies einige Probleme auf. Insgesamt wurden die Männer mit zunehmender Zeit immer weniger aktiv. Sie verbrachten auf der Rückfahrt deutlich mehr Zeit im Bett als im ersten Teil der Mission. Laut einer Studie in Proceedings of the National Academy of Sciences erging es einigen Testpersonen deutlich schlechter als anderen. Einer der Männer lebte beispielsweise in einem 25-Stunden-Rhythmus, ein anderer machte überdurchschnittlich viele Nickerchen am Tag. Zusammen verbrachten diese beiden ein Fünftel ihrer Zeit im Bett. Das dritte Mitglied litt unter einer chronischen Schlafstörung und hatte dementsprechend viel mit Müdigkeit zu kämpfen. Das führte zu vielen Fehlern in den Computertests. Eine weitere Studie soll auch zeigen, dass ein viertes Mitglied unter Depressionen litt. Nur zwei der Männer sollen sich ganz gut angepasst haben.
Während der Mission gab es außerdem verschiedene Phasen, in denen verschiedene Zustände der Testpersonen festgestellt werden konnten. Zunächst, in den ersten zwei bis drei Monaten, war die Besatzung noch voller Enthusiasmus und Motivation. Darauf folgend begann eine Phase der Trägheit, Langeweile und Depression. Diese Situation verbesserte sich mit der näher rückenden Marslandung. Nach der Außenmission fiel die Besatzung wieder in bekannte Muster der Monotonie. Darüber hinaus wurde etwa bei der Hälfte der Zeit festgestellt, dass sich die Crewmitglieder zurückzogen und die Stimmung sich verschlechterte. Die Kommunikation außerhalb der Arbeit nahm weiter ab. Zwei bis drei Monate vor Ende der Mission verbesserte sich der Zustand dann wieder, es wurde wieder mehr kommuniziert und in der Freizeit unternommen. Damit einhergehend stieg aber auch die Empfindlichkeit und Reizbarkeit, was zu mehr Meinungsverschiedenheiten führte. Dies zeigt, dass sich Aktivitäten positiv auf die Teilnehmer auswirkten. Zudem schienen neuartige Aufgaben während der Marslandezeit hilfreich, um die Motivation zu aktivieren und die negativen psychischen Effekte, insbesondere Depression und Monotonie, abzuschwächen. Die Zeit stellt also einen Hauptfaktor für die Psyche der Besatzung dar. Neben der Dauer der Mission gibt es aber auch noch andere Faktoren, welche für die psychische Gesundheit wichtig sind. Dazu zählten unter anderem das Ausfüllen von Fragebögen oder physische Tests.

### Mikrobiologie
Außerdem wurde die Anreicherung verschiedener Bakterien im Körper der Astronauten gemessen. Diese Messungen ergaben, dass sich durch die Isolation deren Anzahl und Art stark verändert hat. Zum einen konnte man feststellen, dass durch die Änderung der Ernährung deutliche Veränderungen in der Mikrobiologie auftraten. Aber auch die Anreicherung unbekannter Arten wurde beobachtet; dies stellt wohl noch eine Herausforderung für die Forscher dar. Ein weiterer Aspekt war, dass man den Abbau von entzündungshemmenden Bakterien im Magen-Darm-Trakt feststellen konnte. Diese Beobachtung deckt sich auch mit den Symptomen der Testpersonen wie Darmentzündungen und Insulinresistenz. Ein Vergleich der körpereigenen Bakterien und denen aus der Umgebung zeigte außerdem, dass zwischen diesen ein Zusammenhang besteht. Dies soll laut den Forschern der erste Beweis dafür sein, dass eine langfristige Isolation einen potenziell schädlichen Einfluss auf die Mikrobiologie im Körper hat.

## Kritik und Diskurs
Das Projekt stand auch unter Kritik, insbesondere hinsichtlich folgender Punkte:
- Nicht-Übertragbarkeit der Resultate: Da das Projekt in mehreren wichtigen Punkten von einer echten Mars-Mission abwich (fehlende Schwerelosigkeit und Strahlenbelastung, jederzeit möglicher Zugang zu den Modulen von außen, geringere Ernsthaftigkeit), war nicht gewährleistet, dass sich die gewonnenen Erkenntnisse auf eine Marsmission übertragen lassen.[22]
- „Big Brother“: In den Modulen wurden viele Kameras installiert, wodurch eine nahezu komplette Überwachung der Crew möglich war.[5]
- Rein männliches Team: Das soziale Verhalten einer eingeschlossenen gemischten Gruppe wurde nicht erforscht.

Die Frage, inwiefern sich die Erkenntnisse auf eine spätere Marsmission übertragen lassen, kann erst nach Abschluss einer echten Marsmission beantwortet werden. Die Befürworter des Mars-500-Projektes argumentierten allerdings, dass die simulierte Marsmission möglichst realitätsnah gestaltet werden sollte – soweit das technisch möglich und finanziell tragbar gewesen sei. Bei den Videoaufnahmen wurde großer Wert auf Privatsphäre gelegt. Die Überwachung diente nur der genaueren Auswertung der Mission.